# George Jones

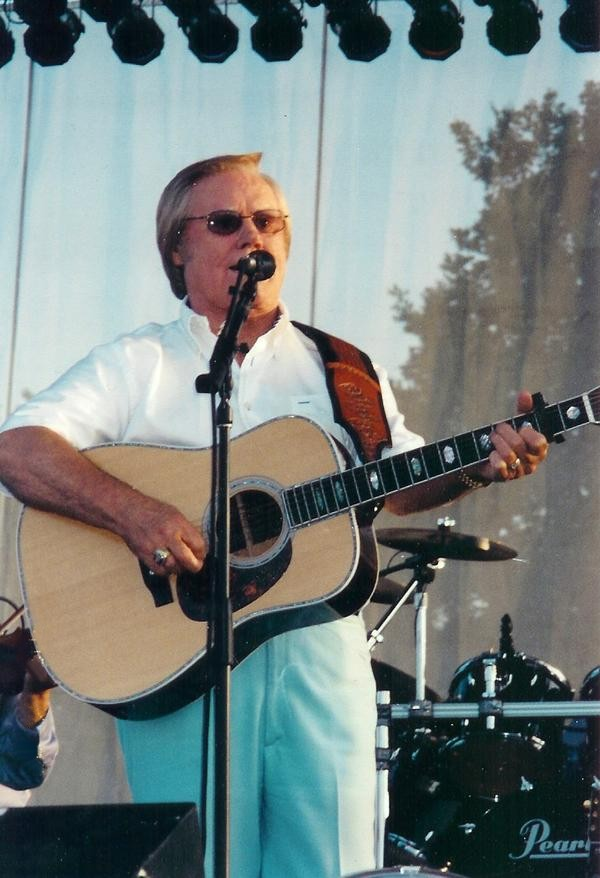
George Jones (2002)

George Glenn Jones (Saragota, Texas, 12 de Setembro de 1931 - Nashville, Tennessee, 26 de abril de 2013) foi um cantor e compositor country estadunidense. Conhecido como um dos principais nomes da musica country americana de todos os tempos, teve uma carreira que durou seis décadas, com vários hits como "White Lightning", "He stopped loving her today", "The Door" entre outros.

## Primeiros anos
George nasceu em Saratoga, no estado do Texas, em 12 de setembro de 1931, numa família de seis irmãos. Acabou sendo criado na cidade de Vidor, também no Texas. Começou a se apresentar ainda menino nas ruas da cidade vizinha Beaumont, indo depois para apresentações em outras cidades pequenas do leste do Texas.

## Primeiras gravações
Jones passou por um casamento precoce, um divórcio e uma temporada no corpo dos fuzileiros navais antes de seu primeiro hit, "Why Baby Why", em 1955. Sua primeira canção no topo das paradas, "White Lightning", veio em 1959 e em seguida por "Tender Years", em 1961.

## Auge comercial
As próximas duas décadas trouxeram uma série de 10 músicas de sucesso -- "If Drinkin' Don't Kill Me ," "Window Up Above,"  "She Thinks I Still Care," "Good Year for the Roses, "The Race Is On" e "He Stopped Loving Her Today", que Jones declarou ser sua favorita. Durante esse período Jones teve muita influencia em composições de musicas para Alan Jackson.

## Declino e vícios
Durante os anos 70 e inicio dos 80, o cantor sofreu com o alcoolismo e abuso de drogas como a cocaina, que o fez ter um declino comercial, em numero de álbuns e sucessos. Sofreu com transtornos mentais, como paranoia e fobias. Durante esse periodo faltou muitos shows e festivais, devido aos problemas recorrentes dos vícios.

## Volta por cima
A partir dos anos 80 e 90, voltou aos holofotes devido a participações em marcantes duetos e lançamentos de diversos hits como "He stopped loving her today" (1980), ¨Still doin time" (1981) e I Always Get Lucky With You (1983). Participou em diversos shows e programas de rádio, tendo seu vicio pela bebida superada, ficando sóbrio no final dos anos 80 e das drogas no inicio dos anos 80. Ele ganhou um Grammy por melhor apresentação nos EUA em 1980 por "He Stopped Loving Her Today".

## Últimos anos
Embora tocado com pouca frequência nas principais rádios dos EUA nos últimos anos de sua carreira, Jones era um solicitado parceiro de duetos e ganhou um Grammy pela canção "Choices" no ano de 1999. Começou a se apresentar com menos frequência com o avanço da idade e com eles, os problemas de saúde. Sua ultima turné foi em 2012 com 80 anos de idade, apesar de uma infecção respiratória e outros problemas de saúde que o obrigarem a adiar shows.

## Morte
George Jones morreu em 26 de abril de 2013, aos 81 anos. De acordo com a agência de notícias Associated Press, Jones estava internado num hospital de Nashville por causa de febre e problemas de pressão sanguínea. Morreu devido a uma parada respiratória.